# 21873 Jindřichůvhradec
(21873) Jindřichůvhradec, denumire internațională (21873) Jindrichuvhradec, este un asteroid din centura principală de asteroizi.

## Descriere
21873 Jindřichůvhradec este un asteroid din centura principală de asteroizi. A fost descoperit pe 29 octombrie 1999 la Observatorul Kleť de Jana Tichá și Miloš Tichý. Asteroidul prezintă o orbită caracterizată de o semiaxă mare de 3,15 ua, o excentricitate de 0,21 și o înclinație de 4,5° în raport cu ecliptica.